# Murge

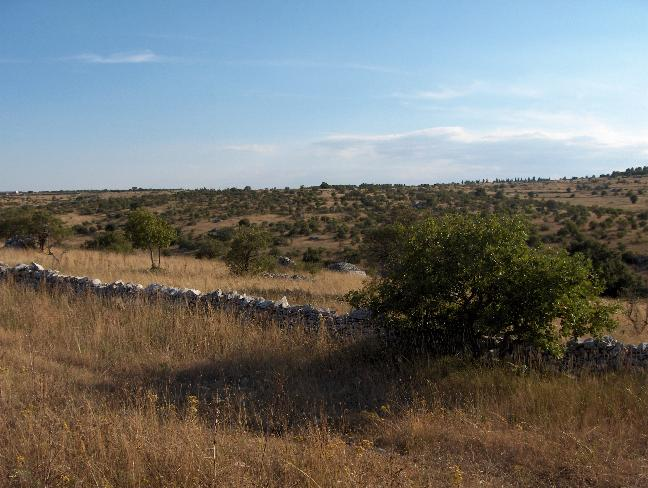
Vy över delar av Murgeplatån.

Murge är ett geografiskt område i sydliga delen av Italien. Området är inte en egentlig administrativ enhet. 
Murge är en del av Apulien i sydligaste Italien. Området består av en rektangulär platå som uppstått som en topografisk karst. Platån är ungefär 4 000 km² stor och delas ofta in i områdena Alta Murgia (övre Murgia) och Bassa Murgia (lägre Murgia). Alta Murgia är mindre bördig medan man i Bassa Murgia odlar exempelvis oliver.
Ekonomin är baserad på jordbruk och boskapsskötsel (främst fårskötsel) och man bryter även marmor. 
I området finns nationalparken Parco nazionale dell'Alta Murgia.
Murge är även ursprungsområdet för hästrasen Murgese.